# 施萊辛格大廈
施萊辛格大廈，亦稱為韋斯班克中心（Wesbank Centre）或桑勒姆中心（Sanlam Centre），是位於南非約翰內斯堡布拉姆方丹的一座摩天大樓。該大廈在1963年開始動工興建，並於1965年竣工，高度為110（360英尺）。這座建築以約翰內斯堡商人約翰·施萊辛格命名，他也是約堡最早的藝術品收藏家之一。
多琳·E·格雷格是南非建築師協會首位女姓主席，她在書中將施萊辛格大廈形容為“一座巨大的建築”，具有“陰鬱而不朽”的外觀，這種外觀來自於灰綠色玻璃罩的反射。這座建築立面膨脹，它垂直的鋁窗框與水平的玻璃天窗互相平衡，令窗戶更加突出及清晰。

## 外部連結
- Amethyst: Johannesburg Landmarks （页面存档备份，存于）. Retrieved 11 February 2008.

| 紀錄                  | 紀錄                                         | 紀錄                |
| --------------------- | -------------------------------------------- | ------------------- |
| 前任： 里西克街郵政局 | 約翰尼斯堡最高摩天大樓 110公尺 1965年–1968年 | 繼任： 標準銀行中心 |
| 前任： 里西克街郵政局 | 南非最高摩天大樓 110公尺 1965年–1968年       | 繼任： 標準銀行中心 |
| 前任： 可可屋         | 非洲最高摩天大樓 110公尺 1965年–1968年       | 繼任： 標準銀行中心 |